# هاريسون وأولاده
كانت شركة هاريسون وأولاده شركة كبرى في مجال تصميم وطباعة الأوراق النقدية والطوابع البريدية. أسست سنة 1750.
في عام 1979، اشترتها شركة لونرو. وفي فبراير 1997، بيعت إلى شركة دو لا رو مع تجديد مصنع هاي ويكومب. أُغلق المصنع في عام 2003.